# Contes de la fée verte

Contes de la fée verte (titre original : Wormwood) est un recueil de nouvelles de Poppy Z. Brite publié en 1993 et traduit en français en 1997. 
La plupart de ces nouvelles se déroulent à La Nouvelle-Orléans. 
Le recueil Contes de la fée verte a été publié au Royaume-Uni sous le titre de Swamp Foetus (« Fœtus des marais ») .

## Introduction
- Prolégomènes à toutes méta-physique future de Poppy par Dan Simmons

## Nouvelles
- Anges (Angels)
- Conte géorgien (A Georgia Story)
- Sa bouche aura le goût de la fée verte (His Mounth Will Taste Of Worwood)
- Musique en option pour voix et piano (Optionnal Music for Voice and Piano)
- Xénophobie (Xenophobia)
- La sixième sentinelle (The Sixth Sentinel)
- Disparu (Missing)
- Traces de pas dans l'eau (Footprints in the Water)
- Prise de tête à New-York (How to Get a Head in New-York)
- Calcutta, seigneur des nerfs (Calcutta, Lord of Nerves)
- Paternité (The Elder)
- Cendres du souvenir, poussière du désir (The Ash of memory, the dust of desire)

## Anecdotes
- Dan Simmons a tenu à écrire l'introduction de cet ouvrage, étant passionné de l'œuvre de Poppy Z. Brite.
- Anges et Prise de tête à New-York mettent en scène Steve et Ghost, deux personnages fétiches de Poppy Z. Brite, qui apparaitront également dans Âmes perdues.
- Le livre commence par cette dédicace : « À Alcool, mon cher amour disparu ».
- À la fin de chaque nouvelle est mentionnée la date de son écriture.